# Beth Mead
Pour les articles homonymes, voir Mead.
Beth Mead, née le 9 mai 1995 à Whitby, est une footballeuse internationale anglaise, qui joue au poste d'attaquante à Arsenal.

## Parcours

### Début de carrière
À l'âge de 9 ans, Beth Mead commence à jouer pour une équipe de football masculine appelée les California Boys.

## Biographie
En 2017, elle rejoint Arsenal.
Le 15 juin 2022, elle est sélectionnée par Sarina Wiegman pour disputer l'Euro 2022.

## Vie privée
Après avoir été en couple avec son ancienne coéquipière d'Arsenal Daniëlle van de Donk, en 2020, elle est en couple en 2022 avec Vivianne Miedema.

## Palmarès

### En club
- Championne de la WSL2 en 2014 avec Sunderland.
- Championne de FA WSL 1 en 2019 avec Arsenal.
- Vainqueur de la FA WSL Cup en 2024 avec Arsenal.

### Sélection
Équipe d'Angleterre
- Vainqueur du Championnat d'Europe : 2022 et 2025.

### Individuel
- Meilleure buteuse de la WSL1 en 2015.
- Élue Jeune joueuse de l'année PFA pour la saison 2015-2016.
- Membre de l'équipe type de WSL en 2013-14, 2014-15 et 2015-16.
- Meilleur joueuse du Championnat d'Europe en 2022.
- Meilleur buteuse du Championnat d'Europe en 2022.
- Membre de l'équipe-type du Championnat d'Europe en 2022.